# پیمان انگلیس و ایرلند
پیمان ۱۹۲۱ انگلیس و ایرلند (انگلیسی: Anglo-Irish Treaty، ایرلندی: An Conradh Angla-Éireannach) که رسماً به نام مواد توافق‌نامه برای پیمان میان بریتانیا و ایرلند شناخته می‌شود، قراردادی میان پادشاهی متحد بریتانیای کبیر و ایرلند و نمایندگان جمهوری ایرلند بود که باعث پایان جنگ استقلال ایرلند شد. این پیمان بنیان‌گذاری دولت آزاد ایرلند را طی یک سال به عنوان یک قلمرو خودگردان در «جامعه ملل امپراتوری بریتانیا» (همانند وضعیت کانادا) فراهم می‌کرد. این پیمان همچنین جدایی ایرلند شمالی را که توسط قانون ۱۹۲۰ دولت ایرلند ایجاد شده بود، امکان‌پذیر کرد.